# Ogródki (Kołczyn)
Ogródki – część wsi Kołczyn w Polsce położona w województwie lubelskim, w powiecie bialskim, w gminie Rokitno.
W latach 1975–1998 miejscowość administracyjnie należała do województwa bialskopodlaskiego.